# XMLマスター
XMLマスターとは、XMLのスキルに関する認定資格の名称である。

## 概要
XMLマスターとは、XMLのスキルに関するベンダーニュートラルな認定資格の名称である。
XMLスキルを持つ技術者の育成を目標に、2001年（平成13年）10月に発足した資格であり、国内の多くのIT系企業や標準化団体などからなるXML技術者育成推進委員会によって運営されている。
2011年（平成13年）9月末時点で2万人を超える取得者を輩出している。

## 資格の種類
XMLマスターは「XMLマスター：ベーシック」と「XMLマスター：プロフェッショナル」の2段階のレベルの認定が提供されている。
「XMLマスター：プロフェッショナル」は、各専門分野の高度な技術力を認定するものと位置づけられており、「プロフェッショナル(アプリケーション開発)」と「プロフェッショナル(データベース)」の2種類が提供されている。
なお、XMLマスターは認定失効のない資格制度として提供されている。

### XMLマスター：ベーシック
XMLの基本、DTD、XML Schema、XSLT、XPath、名前空間、など、XML関連技術の基本に関する知識を幅広く問う資格。
本資格の試験は、2005年（平成17年）6月1日から出題内容が変更された「V2試験」となったが、旧試験体系での認定は現在も有効である。

### XMLマスター：プロフェッショナル(アプリケーション開発)
XSLT、DOMプログラミング、SAXプログラミング、Webサービス、など、XMLデータ処理を行うアプリケーションやシステムの開発に関する知識を問う資格。
「XMLマスター：ベーシック」に認定されており、「XMLマスター：プロフェッショナル(アプリケーション開発)」試験に合格すると認定される。
本資格の試験は、2005年（平成17年）6月1日から出題内容が変更された「V2試験」となり、また、2007年（平成19年）1月22日からは試験の名称が「XMLマスター：プロフェッショナル」から「XMLマスター：プロフェッショナル(アプリケーション開発)」へと変更されたが、旧試験体系での認定は現在も有効である。

### XMLマスター：プロフェッショナル(データベース)
XMLDB、XQuery、XPath、XMLデータ構造の設計、ネイティブXMLデータベースへのXMLデータの格納・管理・操作、RDBとの連携、など、XMLとデータベースに関する知識を問う資格。
「XMLマスター：ベーシック」に認定されており、「XMLマスター：プロフェッショナル(データベース)」試験に合格すると認定される。

## 受験方法
試験は、コンピュータベース (CBT) で提供されており、全国各地にある指定のテストセンターで随時受験することができる。
現在、XMLマスターの試験を受験できるのは「プロメトリック」のテストセンターとなっている。
各認定に対応する試験は、日本語もしくは英語で受験することができる。

## 沿革
- 2001年（平成13年）10月1日 - XML技術者育成推進委員会 設立
- 2001年（平成13年）10月1日 - 「XMLマスター：ベーシック」試験・認定開始
- 2002年（平成14年）11月1日 - 「XMLマスター：プロフェッショナル」試験・認定開始
- 2005年（平成17年）6月1日 - 「XMLマスター：ベーシック」「XMLマスター：プロフェッショナル」の出題内容が変更(V2試験)
- 2007年（平成18年）1月22日 - 「XMLマスター：プロフェッショナル」の名称を「XMLマスター：プロフェッショナル(アプリケーション開発)」へ変更
- 2007年（平成13年）12月7日 - 「XMLマスター：プロフェッショナル(データベース)」試験・認定開始